# O’Donovan Rossa Bridge
Die O’Donovan Rossa Bridge,  irisch Droichead Uí Dhonnabháin Rosa, auch Winetavern Street Bridge, ist eine Steinbogenbrücke über den Fluss Liffey in Dublin, Irland. Sie verbindet die  Winetavern Street mit dem Chancery Place.

## Geschichte
Die O’Donovan Rossa Bridge ist die zweitälteste Brücke der Stadt. An ihrer Stelle stand bereits 1682 eine hölzerne Brücke, die vom damaligen Bürgermeister und Spekulanten errichtet wurde, um Gebiete nördlich der befestigten Stadt am Flussufer des Liffey zu erschließen. Innerhalb von zwei Jahren ersetzte die Stadtverwaltung die Holzbrücke durch eine Steinbrücke mit fünf Bögen, die in verschiedenen Reparaturzuständen über ein Jahrhundert lang Bestand hatte. Sowohl Holzbrücke wie Steinbrücke trugen den Namen Ormonde Bridge nach dem damaligen Lord Lieutenant, dem persönlichen Repräsentanten des britischen Monarchen in Irland.
Der Grundstein für die heutige Brücke, die etwas 50 m von der alten Brücke entfernt gebaut wurde, wurde 1813 von Charlotte Lennox, der Herzogin von Richmond, gelegt, die mit ihrem Ball vom 15. Juni 1815, einige Tage vor der Schlacht bei Waterloo, in die Geschichte einging. Die Brücke wurde 1816 fertiggestellt und beeindruckte damals durch die große Breite und das Gusseisen für die Laternenpfähle und die Teile des Geländers.
Nach der Unabhängigkeit Irlands wurde die Brücke 1922 nach dem irischen Freiheitskämpfer und Nationalhelden Jeremiah O’Donovan Rossa in O’Donovan Rossa Bridge umbenannt.

## Bauwerk
Die 45 m lange Brücke wurde von James Savage entworfen und von George Knowles gebaut. Sie besteht aus drei Bögen, wobei der mittlere Bogen mit 14,3 m eine etwas größere Spanne hat als die beiden äußeren mit einer Stützweite von je 13,3 m. Der verwendete Granit stammt aus Golden Hill in West Wicklow.